# Колледж Мюррей Эдвардс (Кембридж)
Колледж Мюррей Эдвардс (англ. Robinson College) — один из колледжей Кембриджского университета. Исключительно женский колледж был основан в 1954 году под названием Нью-Холл (англ. New Hall). В отличие от многих других колледжей не имел благодетеля и не носил его имя. Ситуация изменилась после 2008 года, когда супруги Рос (выпускница колледжа) и Стив Эдвардс (англ. Ros and Steve Edwards) сделали пожертвование в 30 миллионов фунтов стерлингов. В честь благотворителей и первого ректора Розмари Мюррей (англ. Dame Alice Rosemary Murray) Нью-Холл был переименован в колледж Мюрей Эдвардс.

## История
Колледж был основан в 1954 году. 16 студенток обучались в здании на Сильвер-стрит (англ. Silver Street), которое сейчас принадлежит колледжу Дарвина. В то время в Кембридже была самая низкая доля студенток среди всех университетов Великобритании (женщины-студенты могли учиться только в двух колледжах Кембриджского университета: Ньюнэме и Гертоне).
В 1962 году семейство Дарвинов передали колледжу один из своих домов, The Orchard на Хантингдон-роуд (англ. Huntingdon Road), примерно в 1,6 километрах от центра Кембриджа. Проектированием занимались архитекторы фирмы «Чамберлин, Пауэлл и Бон» (англ. Chamberlin, Powell and Bon)), известные разработкой Барбикана в Лондоне. Строительные работы начались в 1964 году и были закончены компанией «W. & C. French» в 1965 году. В новом помещении могли разместиться до 300 студенток.
В июле 1967 года аспиранткой колледжа Джоселин Белл Бернелл был открыт первый пульсар, что позволило её руководителю, Энтони Хьюиша, стать лауреатом Нобелевской премии в 1974 году. 
Мужские колледжи Кембриджа были преобразованы в смешанные в 1970—1980-е годы. С 2006 года, когда женский колледж Святой Хильды Оксфордского университета был преобразован в смешанный, Кембриджский университет остался последним в Великобритании, где существуют только женские колледжи (Ньюнэм, Мюррей Эдвардс и Люси Кавендиш).